# Еугенія Голя
Еугенія Голя  (рум. Eugenia Golea, 10 березня 1971) — румунська гімнастка, олімпійська медалістка.

## Виступи на Олімпіадах
| Олімпіада | Дисципліна        | Місце              |
| --------- | ----------------- | ------------------ |
| Сеул 1988 | абсолютний залік  | 18T (кваліфікація) |
| Сеул 1988 | командний залік   | 2                  |
| Сеул 1988 | вільні врави      | 31T (кваліфікація) |
| Сеул 1988 | опорний стрибок   | 17T (кваліфікація) |
| Сеул 1988 | різновисокі бруси | 51T (кваліфікація) |
| Сеул 1988 | колода            | 11T (кваліфікація) |